# Kameňany
Kameňany (em húngaro: Kövi) é um município da Eslováquia, situado no distrito de Revúca, na região de Banská Bystrica. Tem 31,34 km² de área e sua população em 2018 foi estimada em 874 habitantes.

## Demografia
| Ano:        | 1994 | 2004    | 2014    | 2024   |
| ----------- | ---- | ------- | ------- | ------ |
| Broj ljudi: | 638  | 706     | 826     | 851    |
| Razlika:    |      | +10,65% | +16,99% | +3,02% |

| Ano:               | 2023 | 2024   |
| ------------------ | ---- | ------ |
| Número de pessoas: | 843  | 851    |
| Diferença:         |      | +0,94% |